# 単位時間
単位時間（たんいじかん、英語: unit time）には、以下の2つの意味がある。

## 科学用語として用いられる場合
科学における単位時間とは、議論の基準となる時間の長さを指す。例えば物体が単位時間あたりに進む距離が10メートルで、単位時間が1秒なら、その物体の速さは10メートル毎秒（10 m/s）である。
計量法や国際単位系が規定する計量単位には単位時間あたりの様々な量がある。例えば、
- 角速度（ラジアン毎秒：rad/s）
- 速さ（メートル毎秒：m/s、メートル毎時:m/h）
- 回転速度（毎秒：s-1、毎分：min-1、毎時：h-1）
- 動粘度（平方メートル毎秒：m2/s）
- 質量流量（キログラム毎秒：kg/s、トン毎分：t/min   など）
- 流量（立方メートル毎秒：m3/s、リットル毎時：L/hなど）
- 吸収線量率（グレイ毎秒：Gy/s、グレイ毎分：Gy/min、グレイ毎時：Gy/h　　など）
- 線量当量率（シーベルト毎秒：Sv/s、シーベルト毎時：Sv/h   など）

なお、「単位時間当たりの〜」を「1時間当たりの〜」や「1秒当たりの〜」などと誤解される場合が多いが、単位時間は1時間や1秒など、数値が「1」と決まっているものではなく、様々な場面によって単位時間は異なる（例：5年生存率は5年という単位時間当たりの生存率%を表すものであり、単位は正式には「%/5年」と表記される（一般的には%のみで表記するのが普通である））。
上記の状況で単位時間が60秒であるならば、その物体の速さは600m/60秒と表記することになる。

## 学校等で用いられる場合
学校等で使われている単位時間は、1つの授業に当てられている時間を表す単位である。
以下二番目の意味について説明する。
1単位時間は、小学校では45分、中学校や高等学校では50分を標準としている。高等教育（大学など）では、標準の定めはないが、平均的には45分であり、2単位時間をまとめて扱うことが多い。
単位時間（≠60分）という単位が、公認されている単位であることを示す公的な文書の一例として、「学校教育法の一部を改正する法律等の施行について（昭和五十一年一月二十三日文管振第八十五号）」を挙げる。「専修学校」が新しい学校制度として創設された際の通達であるこの文書には、「この場合の一単位時間は五十分を原則とし、教育上支障のない場合には四十五分でも差し支えないものであること」と記されている。
学校で使用する場合は、単位時間を単に「時間」ということもある。1時間目、2時間目、…のように用いることが多い。このように「時間」を用いる場合は、「時間」は授業を数える単位である。同じ用いられ方をする単位として、校時（こうじ）や時限（じげん）があり、1校時、2校時、…や、1時限目、2時限目、…のように用いられる。時限は単に「限」（1限、2限、…）と略されることもある。
授業の個数を数える単位として「時間」を用いることもある。「3年生の国語の授業は、週に4時間」のように用いる。同じ用いられ方をする単位としてコマが挙げられる。この場合、複数の単位時間をまとめて扱う場合においてはそのまとめたものを1コマと数える（従って、ほとんどの高等教育機関においては1コマ=2単位時間である）。例えば「今日は授業が3コマある」などのようにして用いられる。時間割を作成する際には、「コマ」で数えることが多い。